# Académie Suisse
L'Académie Suisse fu una scuola d'arte fondata nel 1815 da Charles Suisse e situata all'angolo del Quai des Orfèvres e il Boulevard du Palais, a Parigi. Da Eugène Delacroix a Claude Monet e Pierre-Aiuguste Renoir, a Paul Cézanne, la maggior parte dei principali artisti francesi frequentarono questo luogo per incontrare i colleghi o per studiare altri modelli forniti.Nell'Académie Julian, l'Académie Suisse, (cioè svizzera) non c'erano né esami d'ammissione né correzioni né professori che imponessero le loro ricette: la libertà era totale.
Il vecchio svizzero che aveva dato il suo nome all'accademia era un ex allievo di David. Di talento mediocre e privo di clienti, si era rassegnato ad aprire questo studio al quai des Orfèvres, sull'ile della cité.